# Famille Taunay
« Taunay » redirige ici. Pour l’article homophone, voir Tonnet.
Cette page explique l’histoire ou répertorie les différents membres de la famille Taunay.
La famille Taunay est une famille française d'artistes, orfèvres, peintres et sculpteurs, qui s'installa au Brésil dans la première moitié du XIXe siècle, donnant des écrivains et hommes politiques.
Antoine Salomon Taunay était un orfèvre du début du XVIIIe siècle qui créa la pourpre de Cassius pour la manufacture royale. Son fils, Pierre Henri Taunay (1728-1781), était un chimiste, peintre sur émail et pensionné par le roi à la manufacture de Sèvres. Son fils, Salomon Nicolas Antoine, connu sous le nom de Nicolas Antoine, était un peintre paysagiste qui fut choisi pour illustrer les campagnes allemandes de Napoléon Ier. Son frère, Charles-Auguste Taunay, était un sculpteur qui travailla un temps lui aussi pour la manufacture de Sèvres. À la chute de l'Empire, ils préférèrent s'exiler et partirent avec la Mission artistique française au Brésil où ils contribuèrent à créer l'Académie impériale des beaux-arts. Nicolas Antoine rentra en France en 1821. Mais ses enfants participèrent à la vie publique et intellectuelle de ce nouveau pays. Charles-Auguste, ancien de l'armée napoléonienne, géra la propriété familiale de Rio et fut l'un des premiers producteurs de café du pays. Théodore, en poste à la légation française, était en relation avec tous les Français arrivant ou commerçant avec le Brésil. Le peintre Félix Émile Taunay fut le précepteur de dom Pedro, futur empereur du Brésil, professeur de peinture, et directeur de l'Académie impériale des Beaux-Arts. Adrien Taunay, peintre et dessinateur également, après avoir fait le tour du monde lors de l'expédition française de l'Uranie dirigée par Freycinet, participa à l'expédition Langsdorff en Amazonie et y mourut noyé. Alfredo d'Escragnolle Taunay, fils de Félix-Émile, fut un politicien brésilien et l'un des principaux écrivains du pays de la seconde moitié du XIXe siècle. Son fils, Afonso, fut aussi un écrivain et historien connu.

## Généalogie
- Antoine Salomon Taunay, orfèvre.
  - Pierre-Henri Taunay (1728-1781), chimiste et peintre sur émail.
    - Nicolas Antoine Taunay, baron de Taunay (1755-1830), peintre français, fils du précédent.
      - Charles Auguste Taunay, militaire de l'armée napoléonienne puis propriétaire terrien au Brésil.
      - Théodore Taunay, responsable à la Légation française du Brésil.
      - Félix-Émile Taunay, baron de Taunay (1795-1881), peintre français et professeur du futur empereur du Brésil, don Pedro.
        - Alfredo d'Escragnolle Taunay, vicomte de Taunay (1843-1899), écrivain, historien et politicien brésilien d'origine française, fils du précédent.
          - Afonso d'Escragnolle Taunay (1876-1958), écrivain et historien brésilien, membre de l'Académie brésilienne des lettres, fils du précédent.

      - Adrien Taunay (1803-1828), dessinateur français, fils de Nicolas Antoine Taunay.

    - Charles-Auguste Taunay (1769–1824), sculpteur français.